# 東京ディズニーリゾートTIMES
東京ディズニーリゾートTIMES（とうきょうディズニーリゾート・タイムス、Tokyo Disney Resort TIMES）は、東京ディズニーリゾートが発行するフリーペーパーである。不定期発行だが、主に2〜3箇月に1回発行される。2006年7月創刊。
全国のディズニーストアで配布されている。また、ディズニーホテルやオフィシャルホテルなどでも配布されているほか、東京ディズニーリゾート内の一部にあるスポンサーラウンジ（関係者専用ラウンジ）でも配布されている。

## 概要
東京ディズニーリゾートは、2003年まで「東京ディズニーリゾート・ガイド」というフリーペーパーを配布していたが、それが廃刊になるのに伴い、このフリーペーパーが新しく創刊された。
内容は主に東京ディズニーリゾート関連のことで、新イベントの紹介や年間スケジュール、アトラクションやエンターテイメントの紹介、ディズニーホテルやオフィシャルホテルの紹介などが記載されており、ほとんどの情報を手に入れることができる。
また、東京ディズニーリゾート公式サイトでもPDFファイルで同じものが公開されている。

## 内容
左から号数、発行月、主な内容
- 創刊準備号 2006年4月 スペシャルイベント『リロ&スティッチのフリフリ大騒動〜Find Stitch!〜』特集
- 創刊号 2006年7月 『東京ディズニーシー5thアニバーサリー』特集
- 第2号 2006年9月 スペシャルイベント『ディズニー・ハロウィーン』、新アトラクション「タワー・オブ・テラー」特集
- 第3号 2006年11月 スペシャルイベント『クリスマス・ファンタジー』、『ハーバーサイド・クリスマス』特集
- 第4号 2007年1月 スペシャルイベント『ディズニー・プリンセス・デイズ"ミニーの夢見るティアラ"』、『東京ディズニーシー・シーズン・オブ・ハート』特集
- 第5号 2007年3月 スペシャルイベント『東京ディズニーシー・スプリングカーニバル』特集